# كوينتن هاريس (لاعب كرة قدم أمريكية)
كوينتن هاريس (بالإنجليزية: Quentin Harris)‏ هو لاعب كرة قدم أمريكية أمريكي، ولد في 26 يناير 1977 في ويلكس بار في الولايات المتحدة.

## وصلات خارجية
- كوينتن هاريس على موقع مرجع كرة القدم المحترفة.كوم (الإنجليزية)
- كوينتن هاريس على موقع JustSportsStats.com (الإنجليزية)
- كوينتن هاريس على موقع كلية كرة القدم في سبورتس رفرنس.كوم (الإنجليزية)